# Vertu théologale
Une vertu théologale est, selon la théologie chrétienne, une disposition habituelle et ferme à faire le bien dans sa relation à Dieu. Elles sont au nombre de trois : la foi, l'espérance et la charité. Leur source, dans le Nouveau Testament, se trouve dans la Première épître aux Corinthiens de Paul. Avec les quatre vertus cardinales, elles forment les sept vertus catholiques.

## Présentation des trois vertus
Par « théologale », il faut entendre : « ayant Dieu pour objet ». Ces vertus disposent les hommes à vivre en relation avec Dieu. Au ciel, seule la charité subsistera, sous la forme de la vision directe de Dieu. Elles adaptent les facultés de l’humanité à la participation de la nature divine, et elles sont dites surnaturelles en ce qu'elles sont fondées sur la grâce.
Les vertus théologales sont au nombre de trois :
- la foi, la disposition à croire aux vérités révélées ;
- l'espérance, la disposition à espérer la béatitude ;
- la charité, aussi dite amour (Agapé (ἀγάπη)) puisque c'est l'amour de Dieu, de soi-même et de son prochain pour l’amour de Dieu.

Ce groupe tire son origine d'un passage de la Première épître aux Corinthiens de Paul de Tarse (1 Co 13,13) : « Maintenant donc, ces trois-là demeurent, la foi (pistis), l’espérance (helpis) et l’amour (ou : charité, agapè) mais l’amour est le plus grand ».
Ubi caritas et amor, Ubi caritas Deus ibi est.

« Si j'avais la foi jusqu'à transporter les montagnes,

Qu'il me manque l'amour, et je ne suis rien.
Si je donnais tous mes biens aux affamés,

si je me faisais brûler vif,

Qu'il me manque l'amour, cela ne me sert de rien.

L'amour prend patience il ne s'irrite pas ;

L'amour ne se réjouit pas de l'injustice ;

il trouve sa joie dans la vérité ;

L'amour supporte tout, espère tout,

pardonne tout.
L'amour ne passera jamais ;

Les prophéties disparaîtront,

les langues se tairont,

La connaissance passera ;

La foi, l'espérance et la charité

demeurent toutes les trois.

La plus grande est la charité. »

— 1 Corinthiens 13.

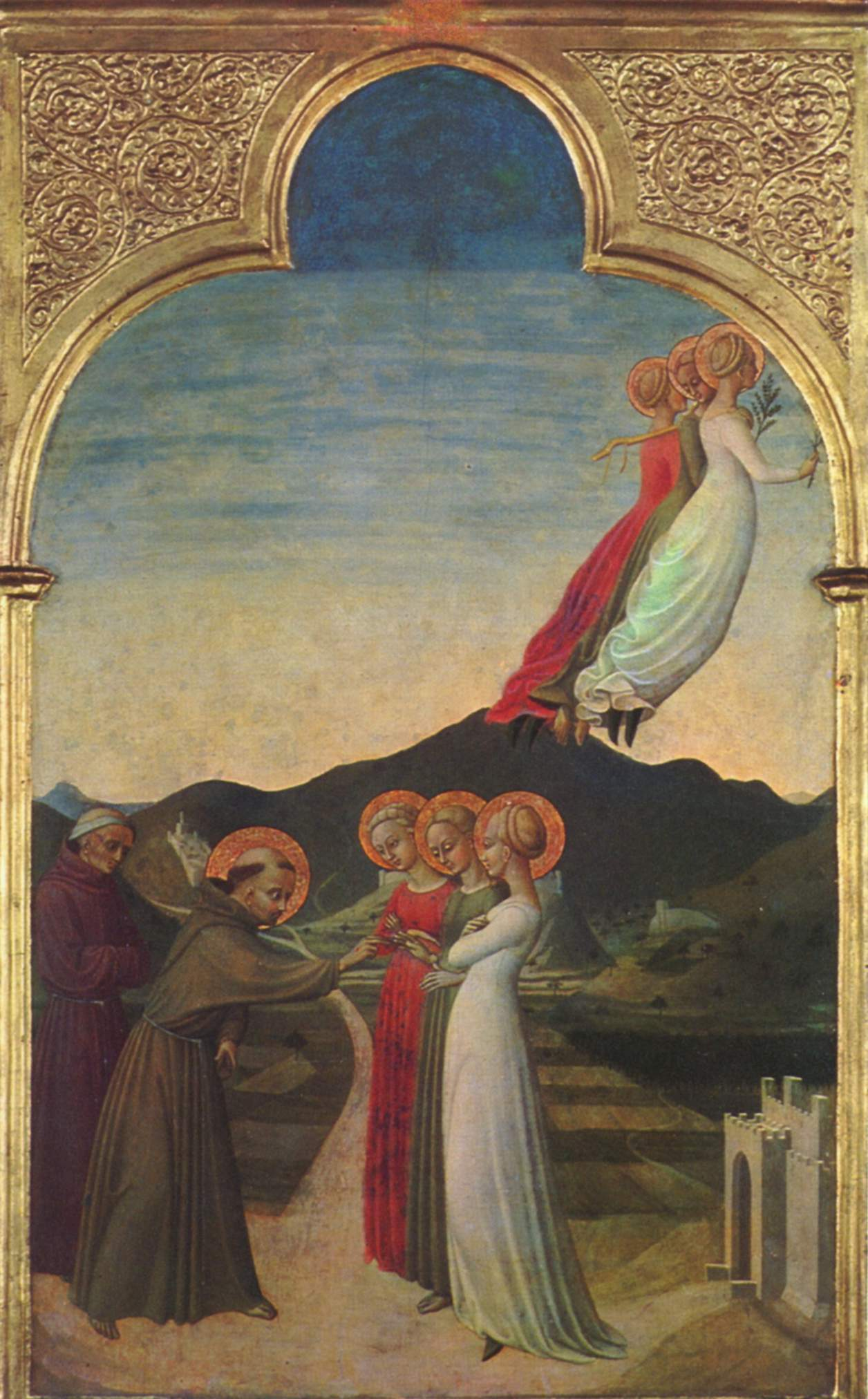
Le Mariage mystique de saint François d'Assise avec les trois vertus théologales, par Sassetta, v. 1450.

Ces vertus sont infusées par Dieu dans l’âme des fidèles pour les rendre capables d’agir comme ses enfants et de mériter la vie éternelle. Elles sont le gage de la présence et de l’action du Saint-Esprit dans les facultés de l’être humain.
L’Église catholique définit ainsi la foi : « La foi est la vertu théologale par laquelle nous croyons en Dieu et à tout ce qu’Il nous a dit et révélé, et que la Sainte Église nous propose à croire, parce qu’Il est la vérité même. Par la foi « l’homme s’en remet tout entier librement à Dieu » (DV 5). C’est pourquoi le croyant cherche à connaître et à faire la volonté de Dieu. « Le juste vivra de la foi » (Rm 1,17). La foi vivante « agit par la charité » (Ga 5,6). » Ainsi, la foi peut être définie non pas comme une information théorique sur Dieu, mais comme une relation que la personne accepte d'établir avec Dieu.
Le catéchisme décrit ainsi l’espérance : « L’espérance est "la vertu théologale par laquelle nous désirons comme notre bonheur le Royaume des cieux et la Vie éternelle, en mettant notre confiance dans les promesses du Christ et en prenant appui, non sur nos forces, mais sur le secours de la grâce du Saint-Esprit. « Gardons indéfectible la confession de l’espérance, car celui qui a promis est fidèle » (He 10,23). « Cet Esprit, il l’a répandu sur nous à profusion, par Jésus Christ notre Sauveur, afin que, justifiés par la grâce du Christ, nous obtenions en espérance l’héritage de la vie éternelle » (Tt 3,6-7). ».
Le catéchisme décrit ainsi l'amour ou charité : c’est « la vertu théologale par laquelle nous aimons Dieu par-dessus toute chose pour Lui-même, et notre prochain comme nous-mêmes pour l’amour de Dieu. » L'être humain aime, par la découverte d'être aimé en premier par Dieu.

## Vertus théologales et vertus cardinales
Les trois vertus théologales complètent le groupe de quatre vertus cardinales (prudence, tempérance, force et justice). Leur ensemble est parfois appelé celui des sept vertus.
Le groupe des quatre vertus cardinales, qui reçoit ce nom au Moyen Âge, existe déjà chez les philosophes grecs, dans le judaïsme hellénisé et chez les pères de l'Église.
Les vertus humaines (cardinales) s’enracinent dans les vertus théologales car celles-ci se réfèrent directement à Dieu. Elles ont Dieu Un et Trine pour origine, pour motif et pour objet.

Le célèbre Catéchisme de Pie X apportera en 1905 une définition des vertus surnaturelles :

« La vertu surnaturelle est une qualité que Dieu infuse dans l’âme et par laquelle on a de l’inclination, de la facilité et de la promptitude à connaître et à faire le bien par rapport à la vie éternelle. Il y a sept vertus surnaturelles principales, savoir : trois théologales et quatre cardinales. (...)
La Foi, l’Espérance et la Charité sont appelées vertus théologales parce qu’elles ont Dieu pour objet immédiat et principal, et que c’est Lui qui les met en nous. (...)
La Prudence, la Justice, la Force et la Tempérance sont appelées vertus cardinales parce qu’elles sont le pivot ( latin cardo ) et le fondement des vertus morales. »

## Les vertus théologales dans le monde
En Russie, ces trois vertus théologales sont associées à trois prénoms féminins : Véra, Nadejda, Lioubov (littéralement : Foi, Espoir, Amour), et la fête de Véra, Nadejda, Lioubov et leur mère Sophia et est célébrée le 17 septembre.
Dans le baptême arménien les vertus théologales sont demandées par le prêtre trois fois au parrain après la question « que demande cet enfant », ce dernier répond havatq, huys, ser  et rajoute mkrtutyun  (le baptême).

## Vertus théologales chez les poètes
En l’espérance, prendre la main de cette vertu théologale, cette petite fille décrite par Charles Péguy entre ses deux sœurs aînées, la foi et la charité ː

« La foi voit ce qui est. La charité aime ce qui est. L’espérance voit ce qui n’est pas encore et qui sera. Elle aime ce qui n’est pas encore et qui sera. Sur le chemin montant, sablonneux, malaisé. Sur la route montante. Traînée, pendue aux bras de grandes sœurs, qui la tiennent par la main, la petite espérance s’avance. Et au milieu de ses deux grandes sœurs elle a l’air de se laisser traîner. Comme une enfant qui n’aurait pas la force de marcher. Et qu’on traînerait sur cette route malgré elle. Et en réalité c’est elle qui fait marcher les deux autres. Et qui les traîne, et qui fait marcher le monde. Et qui le traîne. Car on ne travaille jamais que pour les enfants. Et les deux grandes ne marchent que pour la petite »

— Le Porche du Mystère de la deuxième vertu, Gallimard, 1986.
Georges Bernanos nous avertit, alors qu’il est accusé de désespérer, à la fin de sa vie, devant la France de la Libération :

« Je viens d’écrire ce mot de désespoir par défi. Je sais parfaitement qu’il ne signifie plus rien pour moi. Autre chose est souffrir l’agonie du désespoir, autre chose le désespoir lui-même. C’est là une vérité que je dois à certains garçons peu réfléchis disposés à se tromper non moins grossièrement sur l’espérance que sur l’amour. Je voudrais les mettre en garde contre les charlatans dont le faux espoir n’est qu’un lâche prétexte à ne pas courir le risque de la véritable espérance. Car l’espérance est une victoire, et il n’y a pas de victoire sans risque. Celui qui espère réellement, qui se repose dans l’espérance, est un homme revenu de loin, de très loin, revenu sain et sauf d’une grande aventure spirituelle, où il aurait dû mille fois périr »

— Français, si vous saviez..., Folio essais, 2017,   (ISBN 978-2072709524).

## Représentation dans les arts

### Attributs des vertus théologales

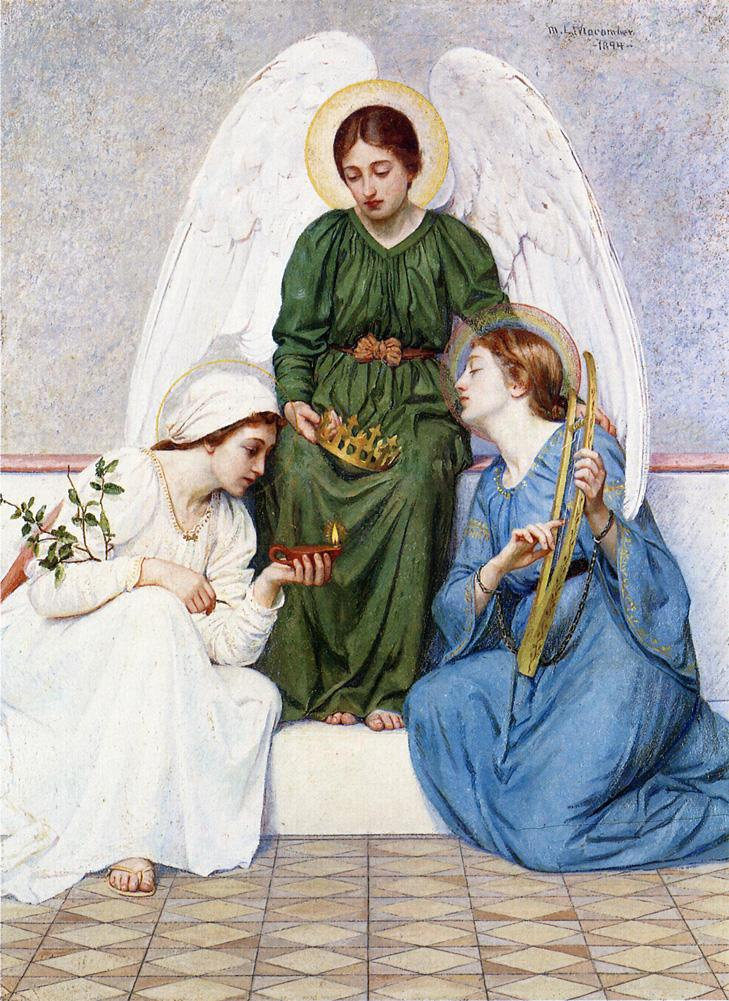
La foi entourée de la charité et de l'espérance (allégorie du concept), 1894, Mary Lizzie Macomber.

Dans les œuvres d'art du Moyen Âge, de la Renaissance et jusqu'au XIXe siècle, les vertus sont généralement représentées sous les traits de femmes. Toutefois, à la Renaissance, la peinture de Raphaël connue sous le nom de Vertus cardinales et théologales, les représente par trois anges, tandis qu'il représente les vertus cardinales sous les traits de femmes. Cette représentation où les vertus sont représentées par des anges, se retrouve également sur la sculpture du XVIIIe siècle réalisée par Laurent Delvaux, en image ci-dessous.
Les représentations sont toujours allégoriques, et ce sont les attributs qui permettent de reconnaitre l'une ou l'autre des vertus. Ainsi, l'allégorie de la foi est souvent représentée par une femme tenant un livre (contenant la doctrine chrétienne), un ostensoir (contenant l'hostie consacrée), un calice, une croix tréflée ou une colombe. L'allégorie de l'espérance est souvent représentée par une ancre qui symbolise la fermeté dans la tempête, même invisible ou bien une barque. Et enfin, pour représenter l'allégorie de la charité, il s'agit le plus souvent d'une femme ou d'un ange, les bras ouverts, avec des enfants accueillis ou nourris ce qui expliquer la poitrine féminine souvent dénudée, en tout ou partie, avec au moins un nourrisson pas loin, et parfois, un cœur enflammé.

Représentations des vertus théologales
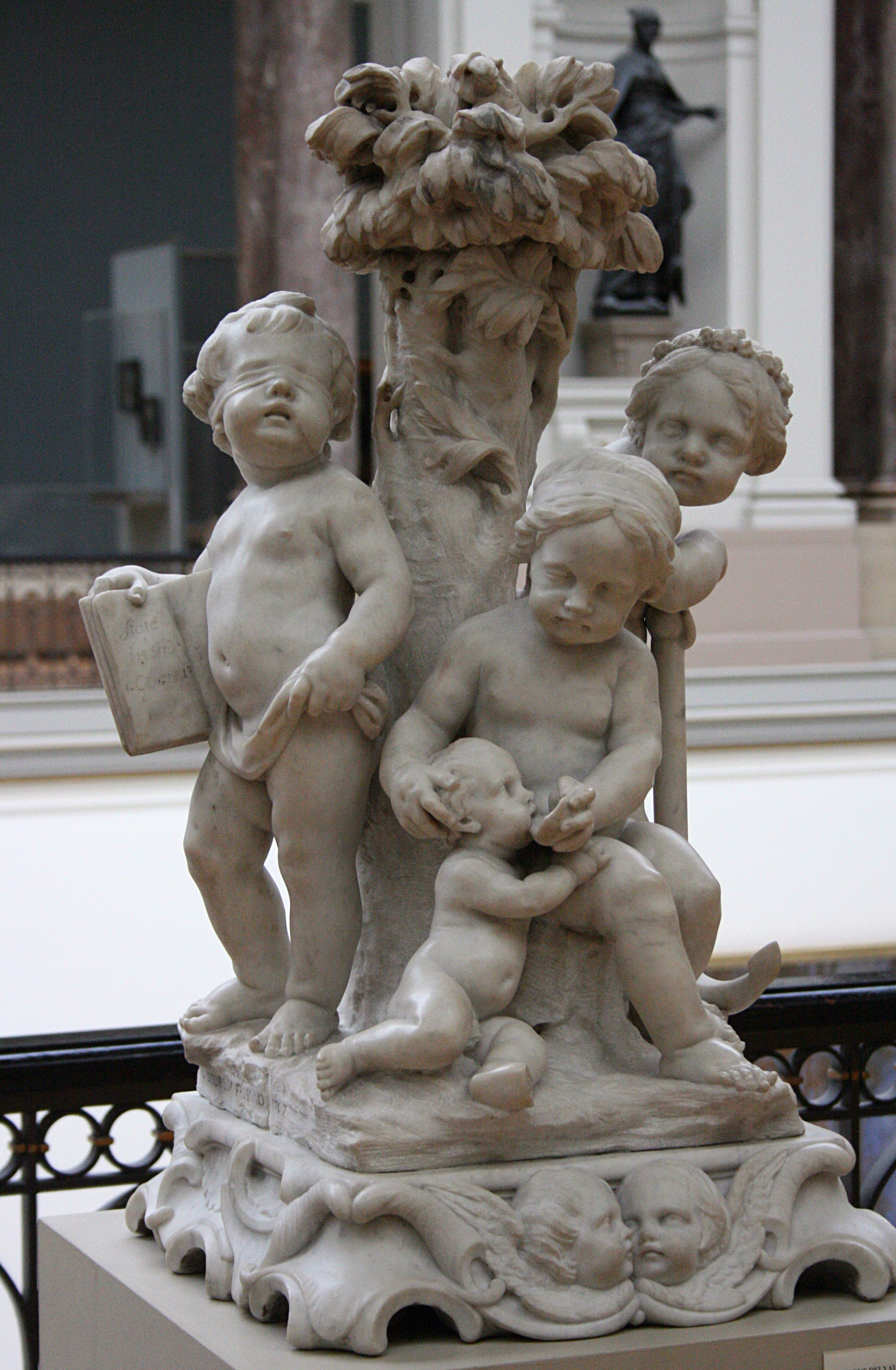
Les trois vertus théologales, par Laurent Delvaux, Bruxelles.
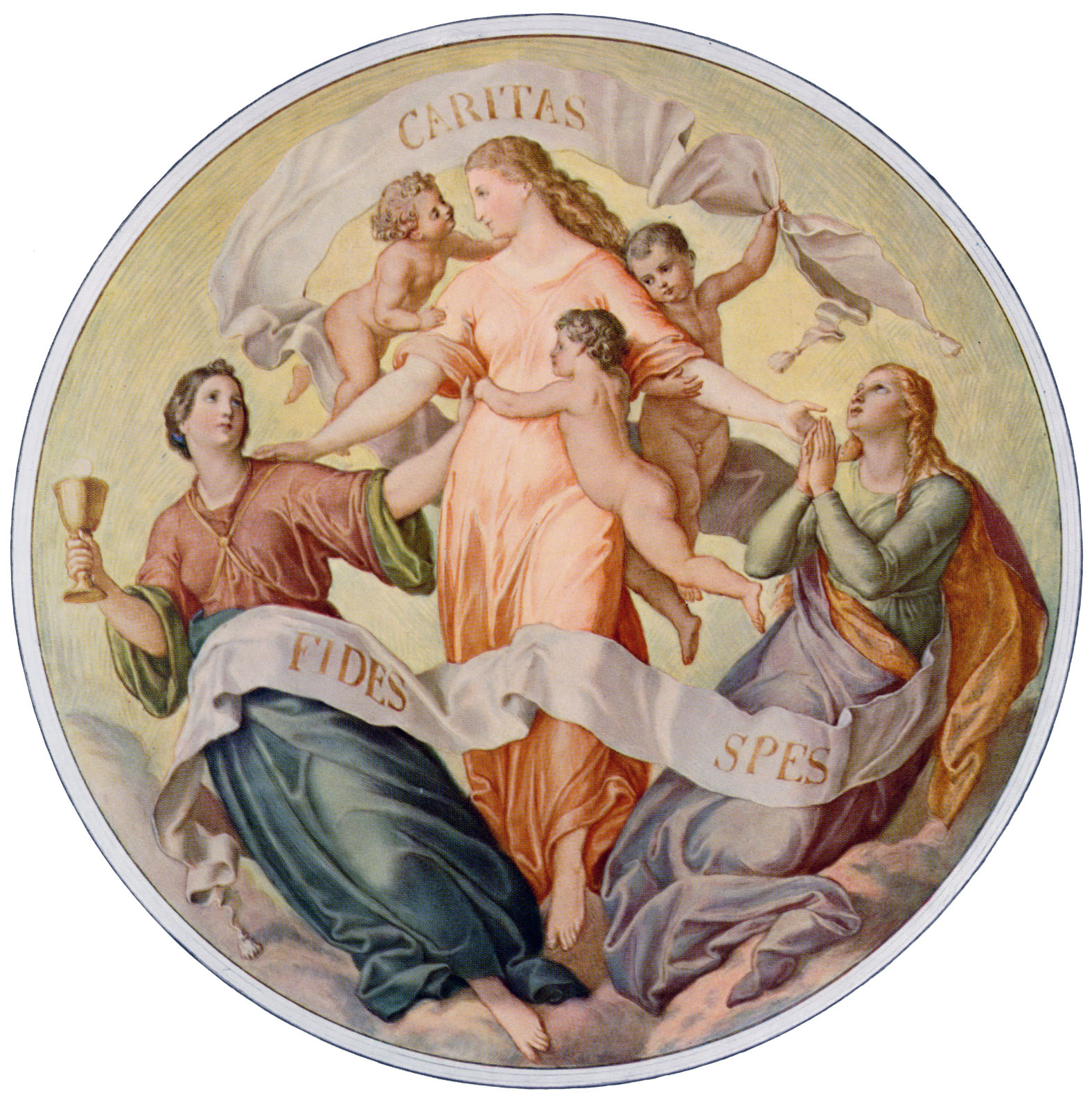
Allégories des vertus par Julius Schnorr von Carolsfeld.
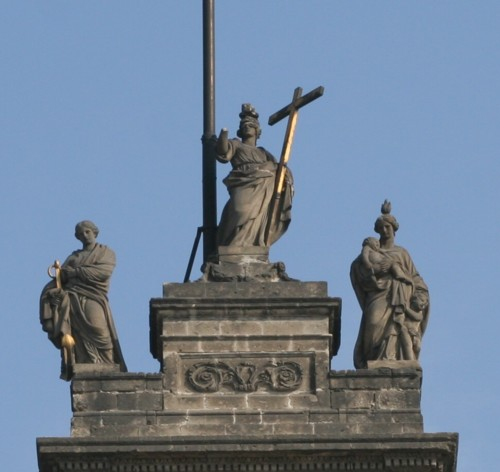
Sculptures de Manuel Tolsá (es), cathédrale métropolitaine de Mexico.
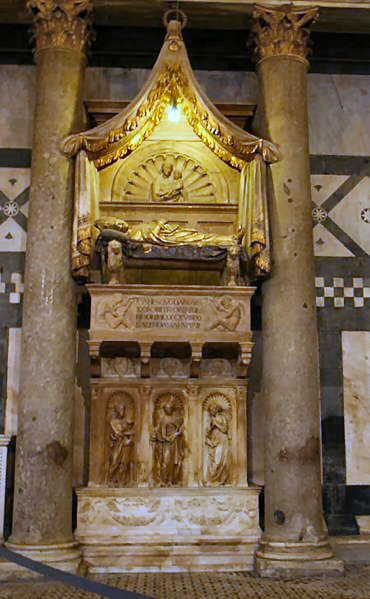
Tombeau de l'antipape Jean XXIII, Donatello et Michelozzo.
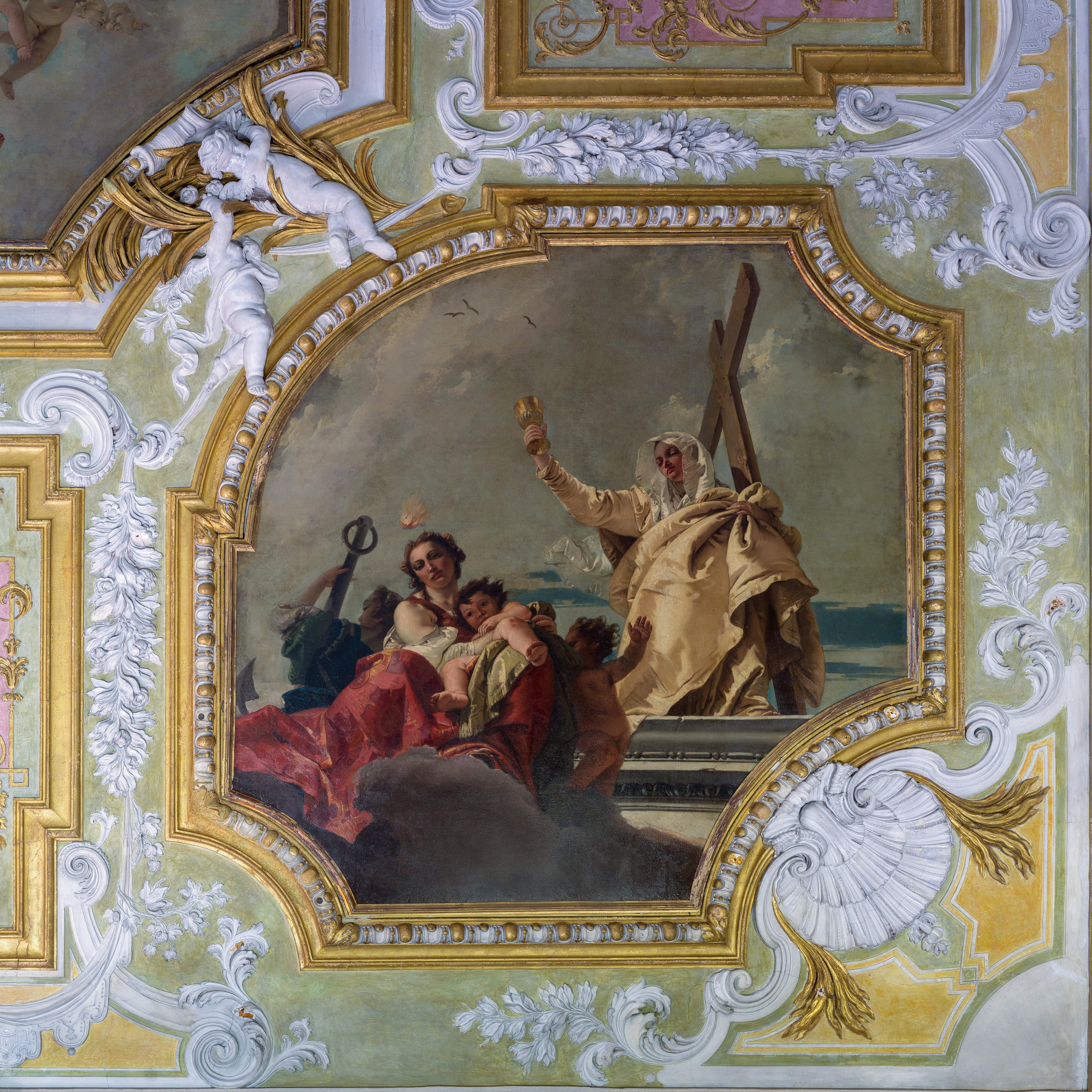
Peinture de Giambattista Tiepolo, 1739-1744, Scuola Grande dei Carmini[6].
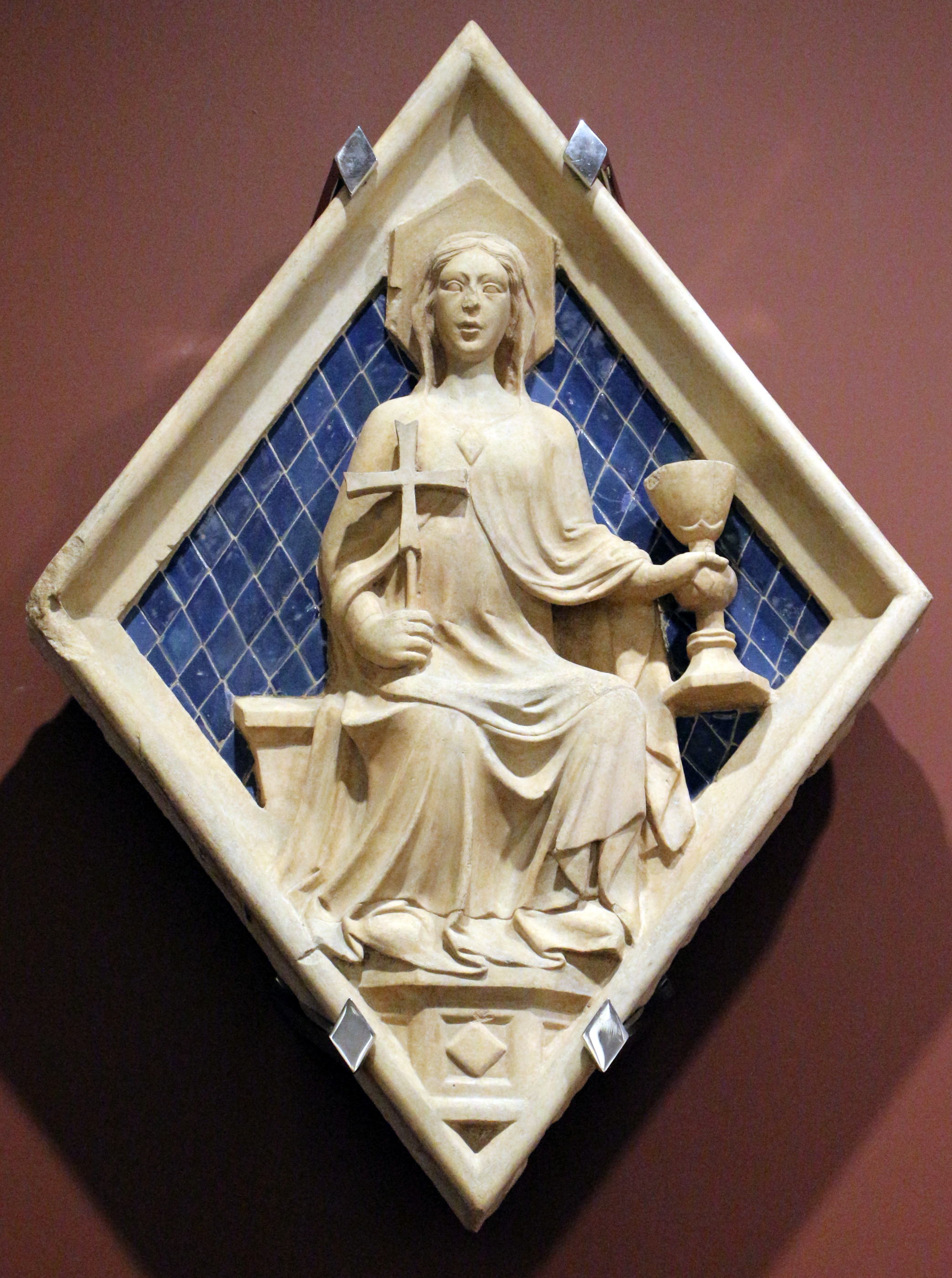
La Foi, sculptée sur le Campanile de Giotto, Florence.
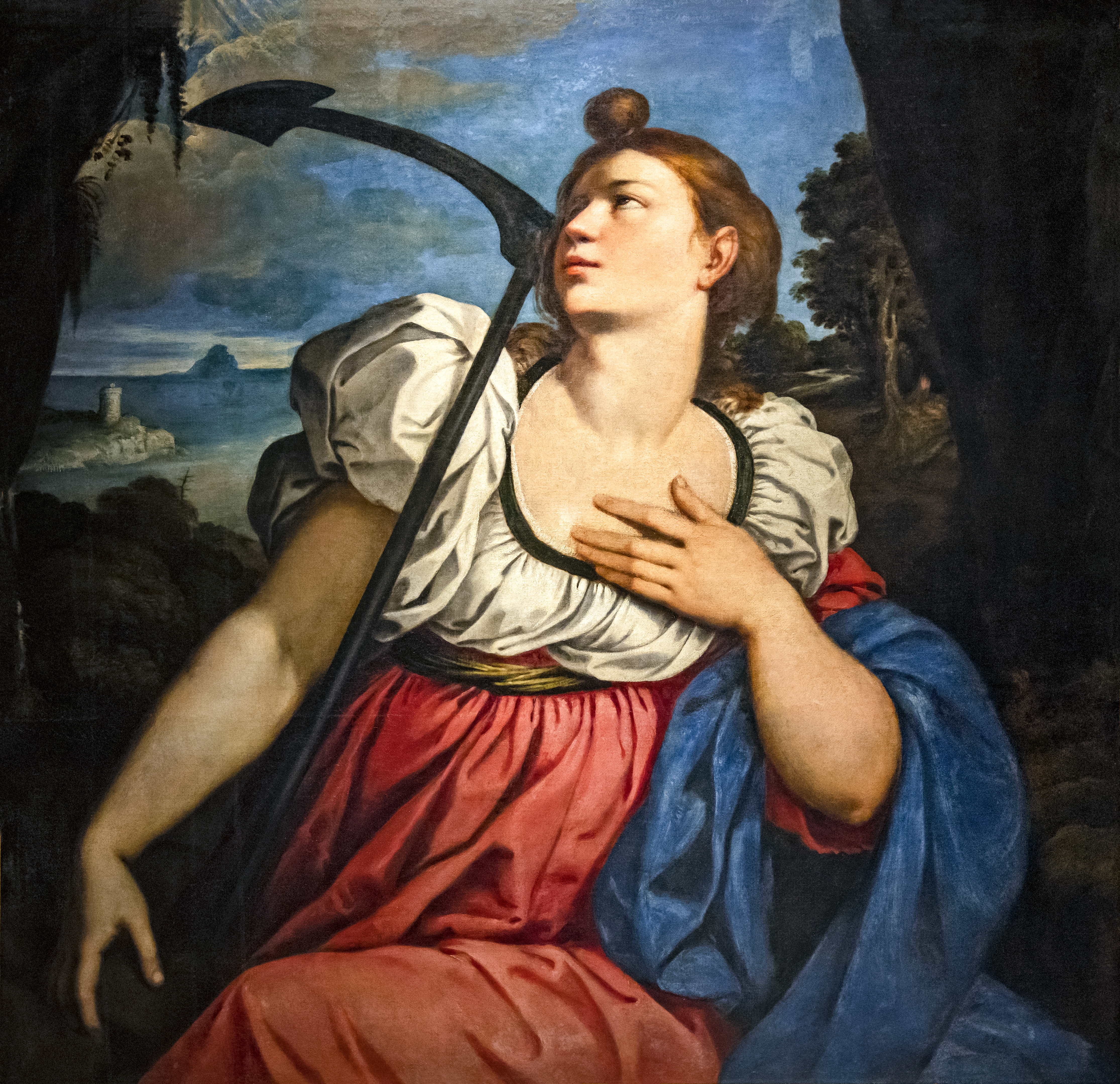
L'Espérance, vers 1610, Bartolomeo Schedoni, Musée Ingres-Bourdelle.
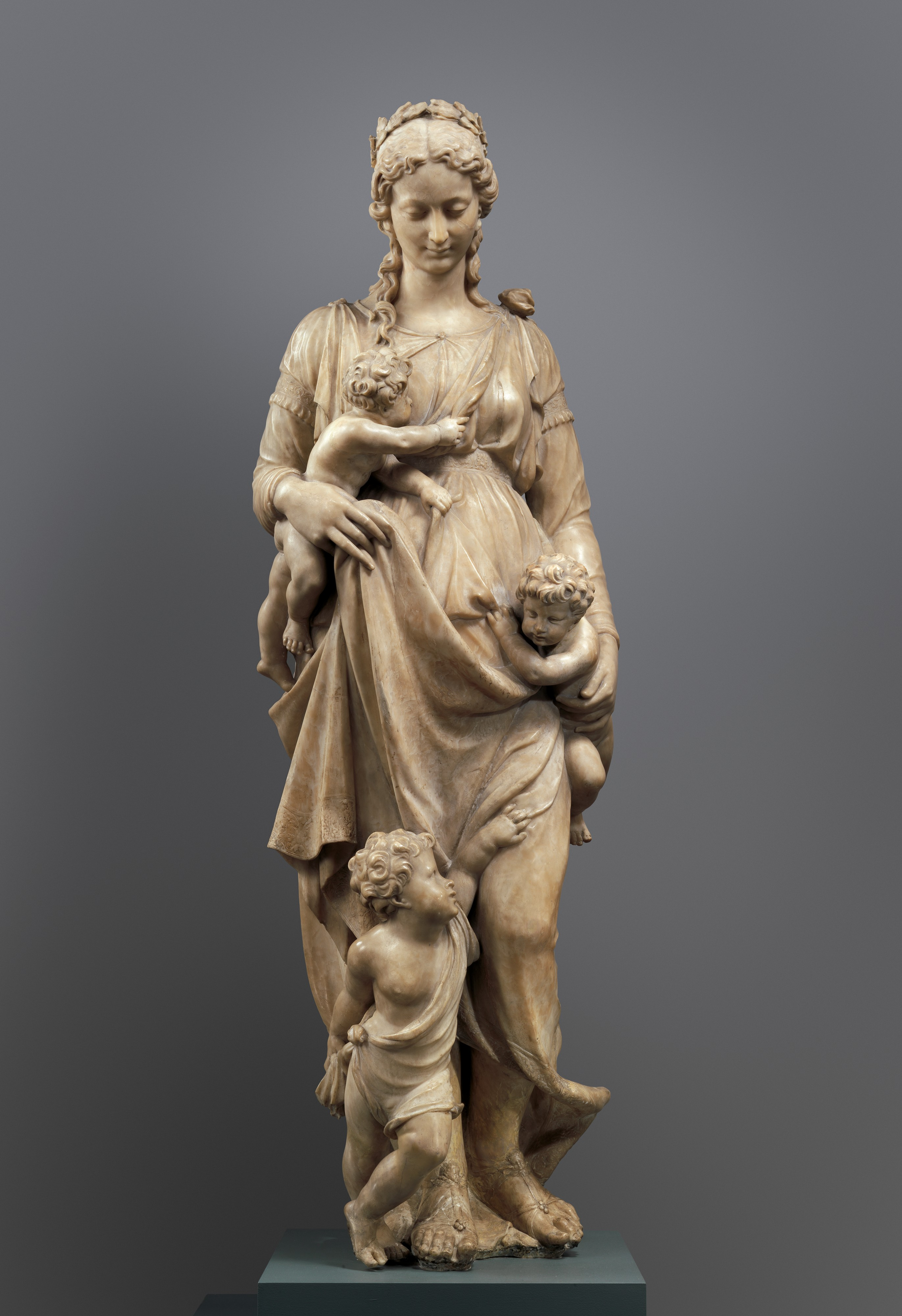
La Charité, XVIe siècle, Jacques Du Brœucq, Metropolitan Museum of Art.

### Les vertus théologales au cinéma
Le cinéaste québécois Bernard Émond a réalisé une trilogie de films sur les vertus théologales ː
- La Neuvaine (2005)
- Contre toute espérance (2007)
- La Donation (2009)